# Sellières
Sellières é uma comuna francesa na região administrativa de Borgonha-Franco-Condado, no departamento de Jura. Estende-se por uma área de 9,9 km². Em 2010 a comuna tinha 741 habitantes (densidade: 74,8 hab./km²).